# Cacá Amaral
Carlos Amaral (São Paulo, 7 de setembro de 1955), conhecido como Cacá Amaral, é um ator brasileiro de cinema e televisão. 

## Biografia
Cacá Amaral tem uma carreira que abrange teatro, TV e cinema. Trabalhou por muitos anos como ator e diretor no Grupo TAPA, tradicional grupo de teatro paulista, ganhando os mais importantes prêmios teatrais brasileiros.
Protagonizou o filme A Metade de Nós, dirigido por Flávio Botelho, contracenando com Denise Weinberg. Os dois são os pais de um jovem que se suicidou.

## Filmografia

### Televisão
| Ano  | Título                             | Personagem                   | Nota                                |
| ---- | ---------------------------------- | ---------------------------- | ----------------------------------- |
| 1998 | Chiquititas                        | Guilherme Cícero             | Episódios: "26 de maio–04 de junho" |
| 2003 | Celebridade                        | Delegado Aldo                |                                     |
| 2003 | Carga Pesada                       | Carlos                       |                                     |
| 2004 | Da Cor do Pecado                   | Delegado Malta               |                                     |
| 2005 | A Diarista                         | Inspetor                     | Episódio: "Aquele do Raio-X"        |
| 2005 | Carga Pesada                       | Lourival                     |                                     |
| 2007 | Amazônia, de Galvez a Chico Mendes | José Galdino                 |                                     |
| 2010 | Escrito nas Estrelas               | José Queiroz                 |                                     |
| 2011 | Autor por Autor                    | Avô de Milton                | Episódio: "Milton Hatoum"           |
| 2011 | Morde & Assopra                    | Diogo Figueiredo             |                                     |
| 2012 | O Brado Retumbante                 | Aires Saldanha               |                                     |
| 2012 | (fdp)                              | Dr. José Paulo               | Episódio: "Juiz vs. Juiz"           |
| 2013 | Flor do Caribe                     | Francisco Suarez (Seu Chico) |                                     |
| 2014 | Boogie Oogie                       | Gilson Lima Toledo           |                                     |
| 2017 | Pega Pega                          | Timóteo Nunes Filho          |                                     |
| 2018 | Tempo de Amar                      | Ministro                     |                                     |
| 2019 | O Mecanismo                        | Plínio Brecht                | 5 episódios                         |
| 2021 | Filhas de Eva                      | Ademar Fantini               |                                     |
| 2021 | Aruanas                            | Vitor Neri                   |                                     |
| 2022 | Pantanal                           | Padre Teodoro                |                                     |
| 2022 | Travessia                          | Juíz Lima                    | Episódios: "19–20 de dezembro"      |

### No Cinema
| Ano  | Título                                   | Personagem           | Notas          |
| ---- | ---------------------------------------- | -------------------- | -------------- |
| 2024 | A Metade de Nós                          | Carlos               |                |
| 2017 | Pela Janela                              | José                 |                |
| 2016 | Vidas Partidas                           | Advogado de Acusação |                |
| 2012 | Nove Crônicas para um Coração aos Berros | Mendigo              |                |
| 2012 | Arapuca                                  | Velho                | Curta-metragem |
| 2009 | Bela Noite para Voar                     | Geraldo              |                |
| 2008 | Os Desafinados                           | Almirante            |                |
| 2007 | Não por Acaso                            | Tobias               |                |
| 2007 | Olho de Boi                              | Justo                |                |
| 2006 | Os 12 Trabalhos                          | Seu Ernesto          |                |
| 2006 | Tapete Vermelho                          | Seu Marcolino        |                |
| 2005 | Coisa de Mulher                          | Décio                |                |
| 2004 | Araguaya - A Conspiração do Silêncio     | Mário                |                |
| 2004 | Concerto Número Três                     | Sérgio               | Curta-metragem |
| 2002 | Uma Vida em Segredo                      | Conrado              |                |
| 1998 | Ação entre Amigos                        | Elói                 |                |